# Kevin Chávez
Pour les articles homonymes, voir Chávez.
Kevin Alejandro Chávez Banda, né le 9 juillet 1992 à Mexico, est un plongeur mexicano-australien.

## Carrière
Il remporte sous les couleurs du Mexique la médaille de bronze du tremplin à 1 mètre aux Championnats du monde de natation 2013. Il dispute pour l'Australie les Jeux olympiques d'été de 2016.